# لوجي

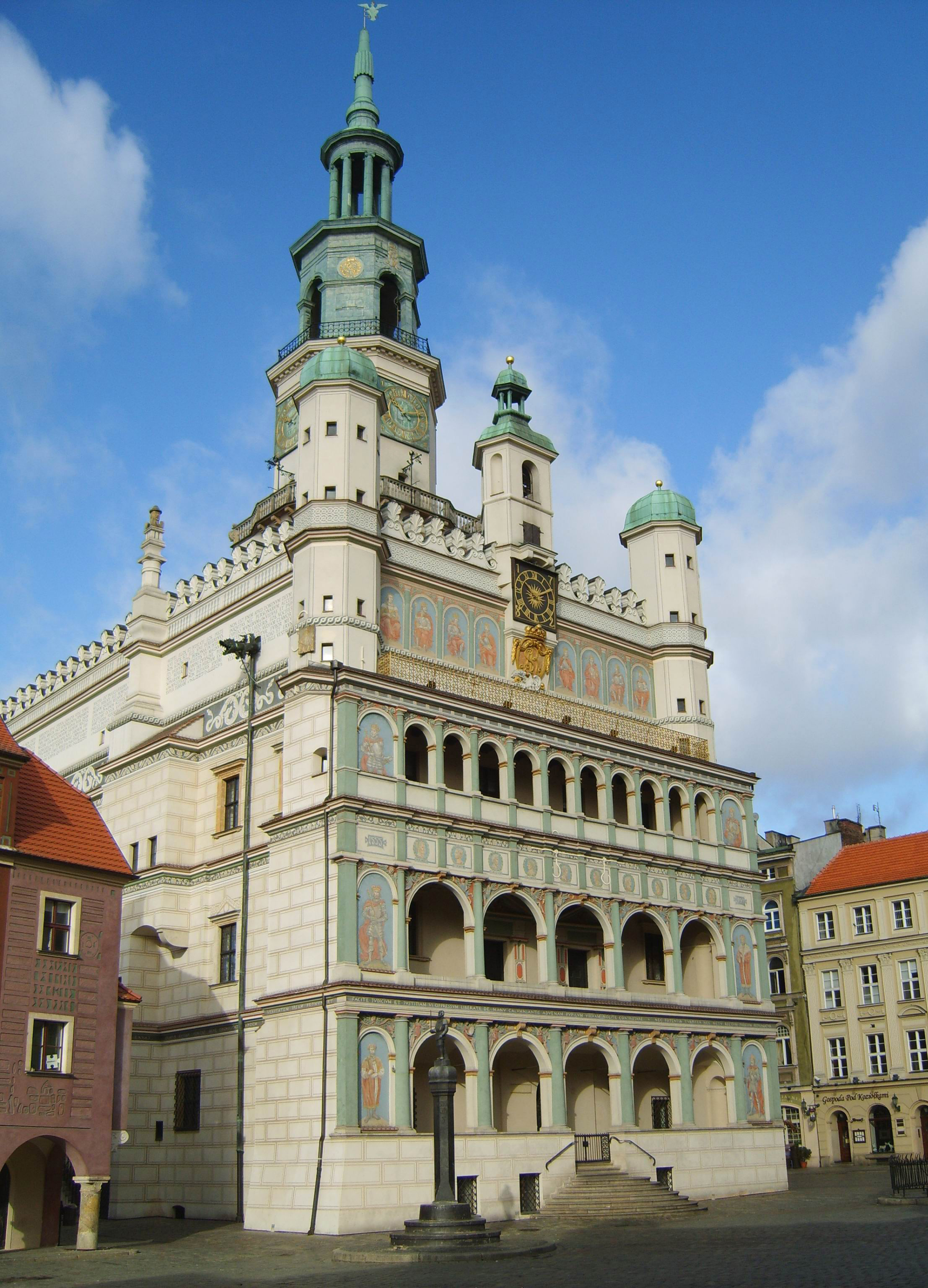
لوجي رواق النهضة المكون من ثلاثة طوابق في قاعة المدينة في بُزنان لأغراض تمثيلية واتصالات.

اللُّوجِيّ في الهندسة المعمارية رواق أو ممر خارجي مسقوف وعادة ما يكون في طابق علوي وقد يكون على مستوى سطح الأرض من المبنى. يكون الجدار الخارجي مفتوحًا وكثيرًا ما يكون مدعومًا بسلسلة من الأعمدة أو الأقواس. يمكن أن تكون على الجبهات الرئيسة و/أو جوانب المبنى وليست مخصصة للدخول ولكن غرفة جلوس في الهواء الطلق.

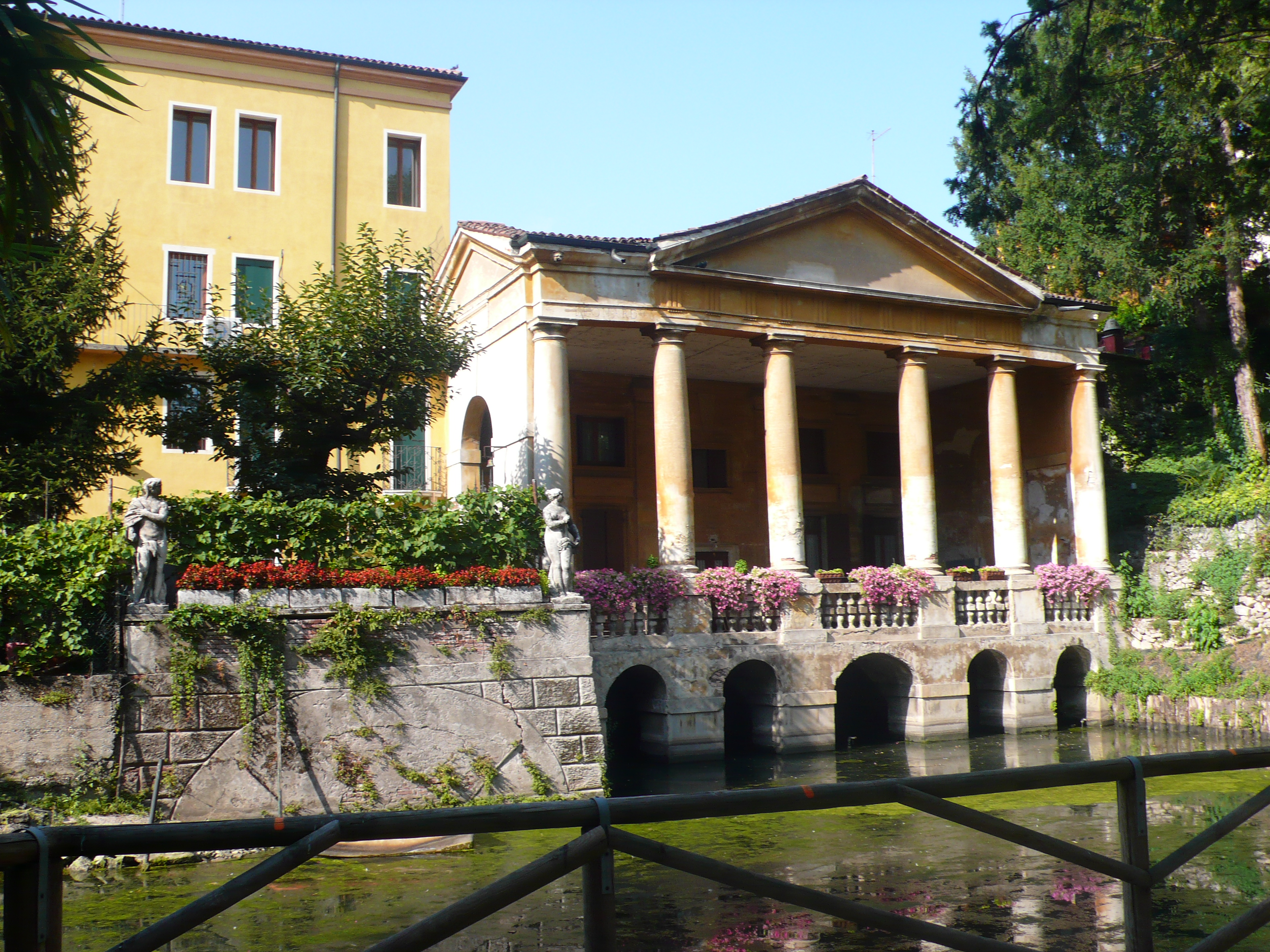
لوجي فلمرانة بواسطة بَلَديو في اليونسكو

## معرض الصور

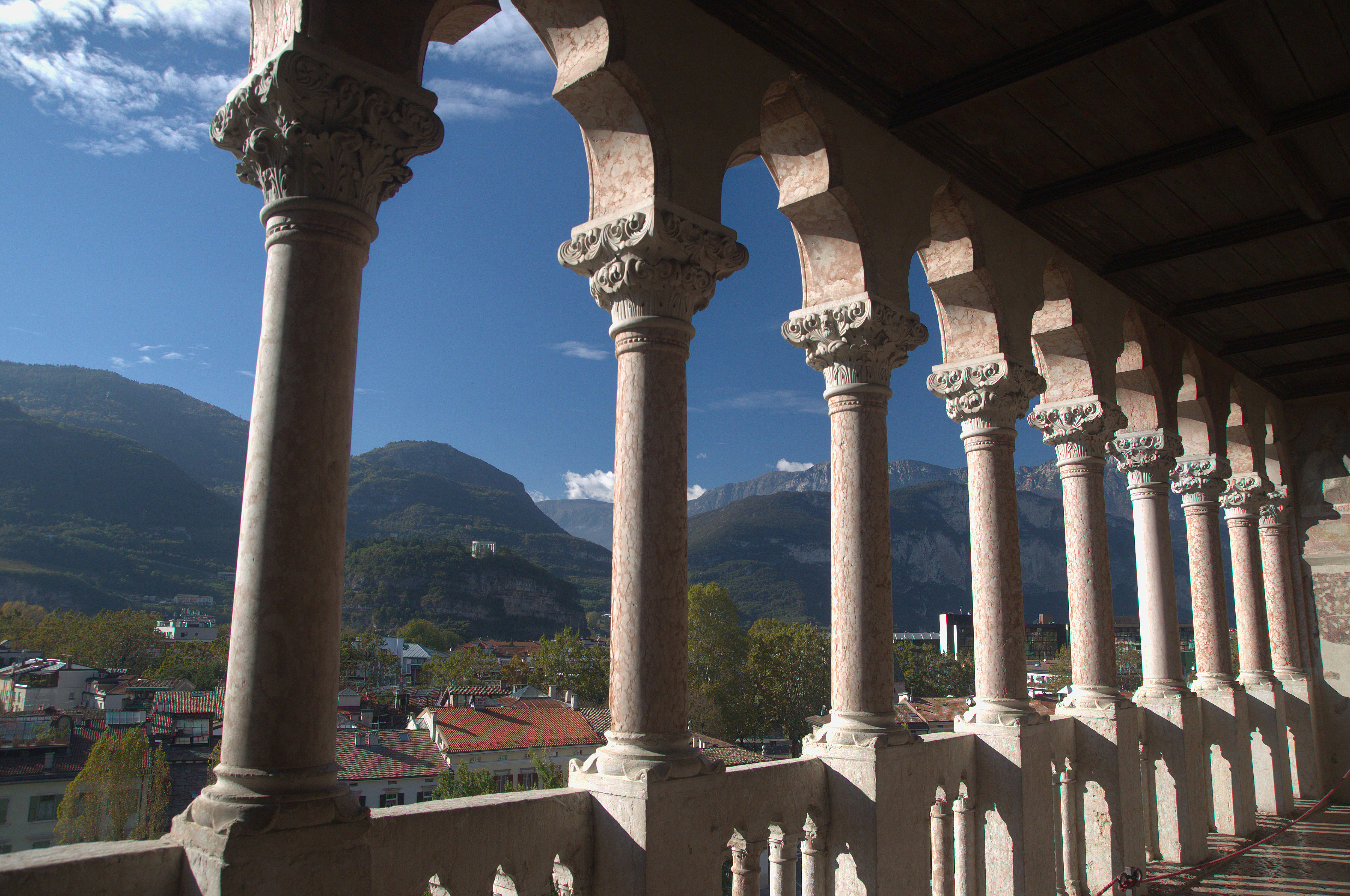
لوجي البندقية بإيطاليا
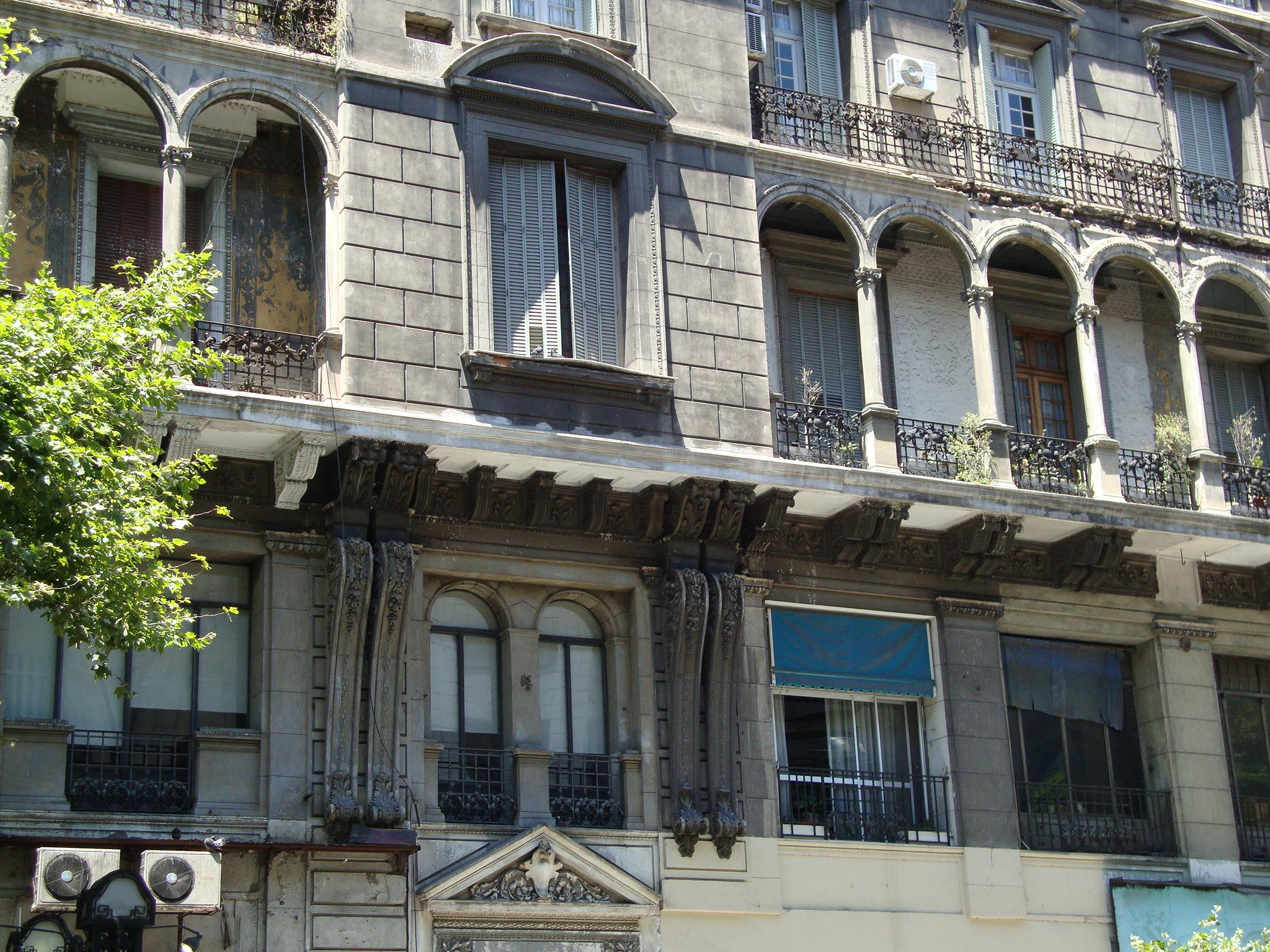
لوجي في بوينس أيرس في الأرجنتين
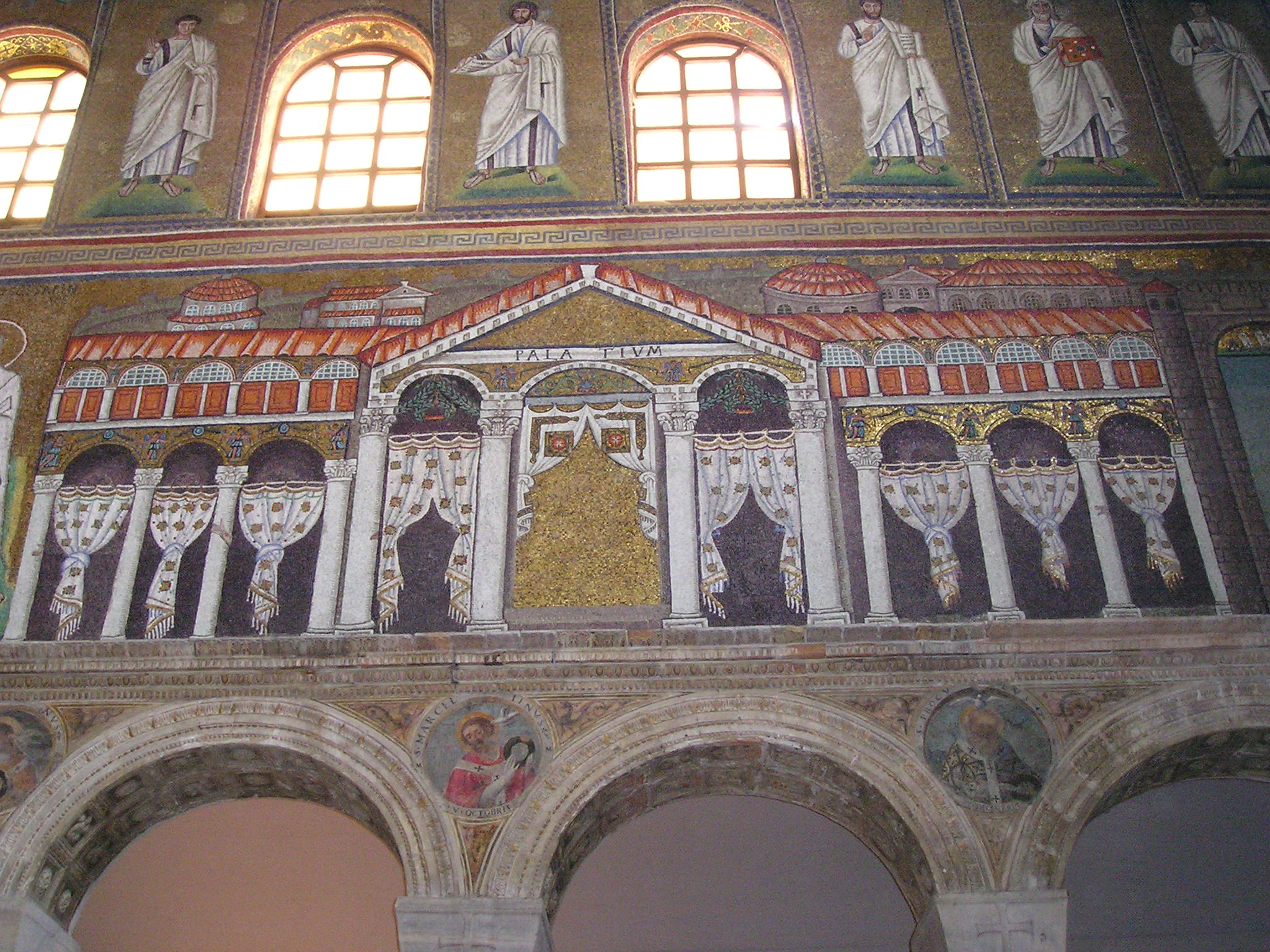
فسيفساء وجدت في صحن كنيسة سانت أبوليناري نوفو في القرن السادس في ربنة بإيطاليا تصور لوجيًَا.
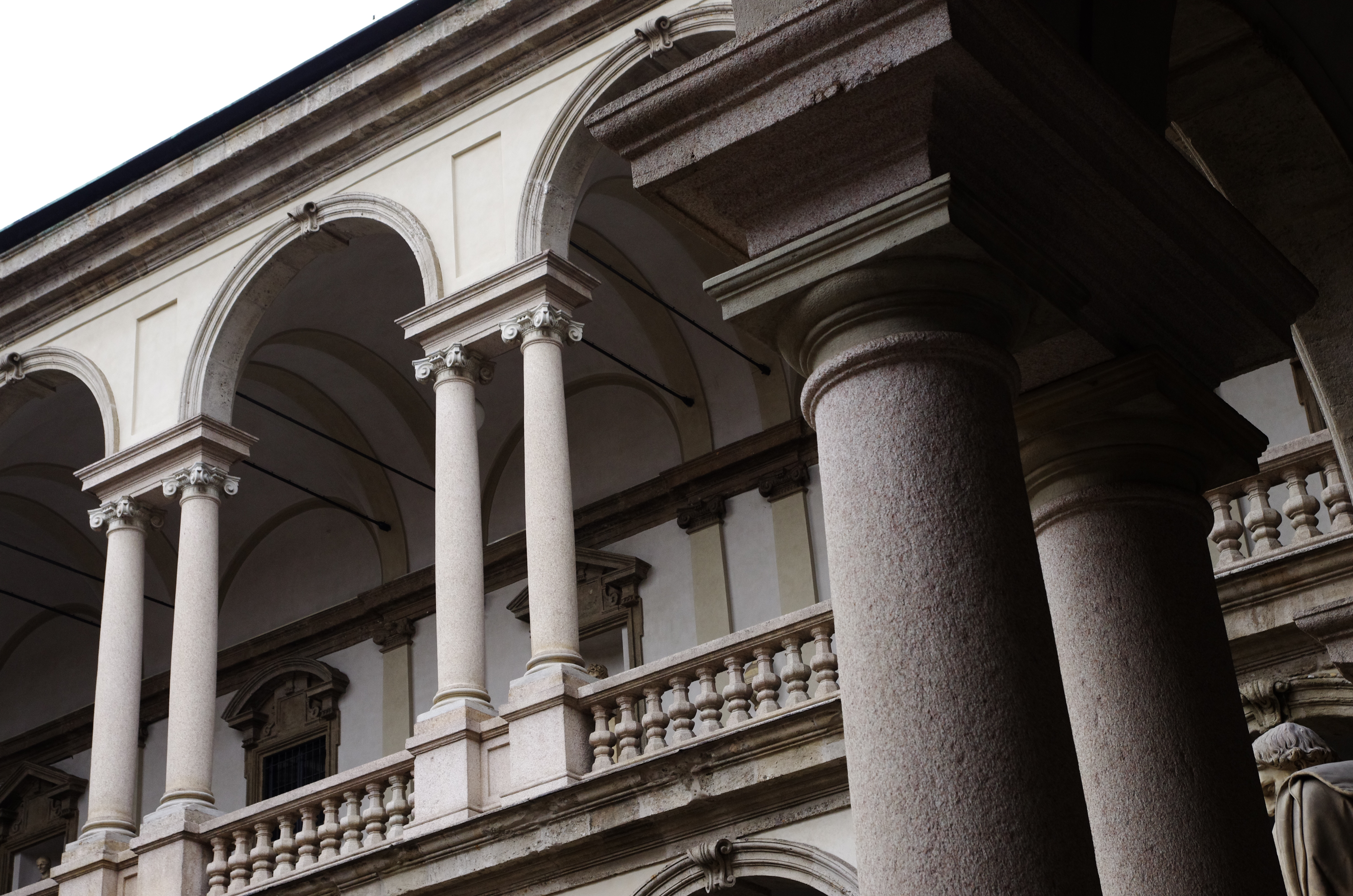
لوجي على شكل نافذة فينيسية ، في قصر بربارة في ميلانو بإيطاليا
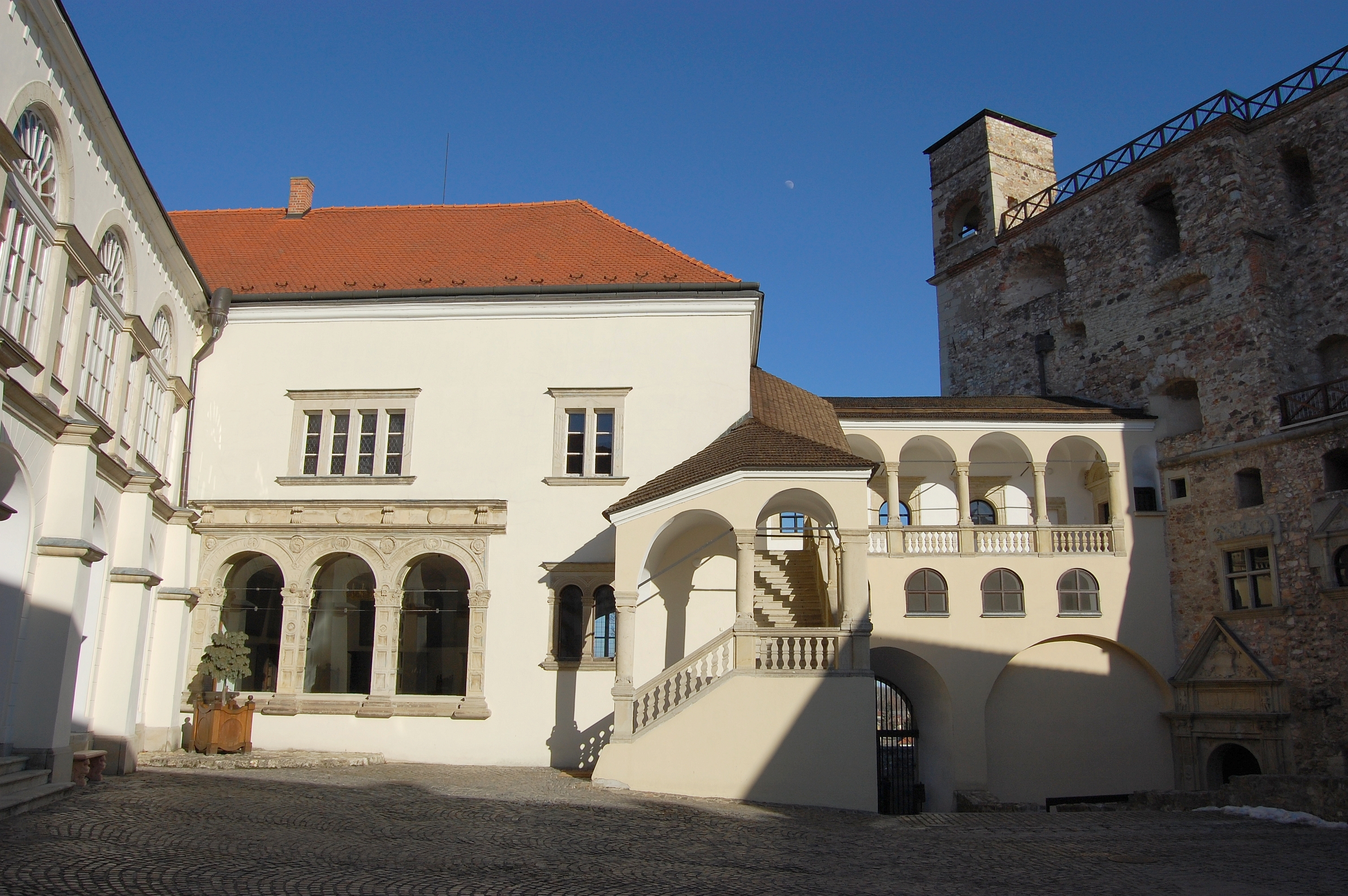